# حارة الصعدي (ذمار)

تعديل مصدري - تعديل

حارة الصعدي هي إحدى حارات مدينة ذمار التابعة لمحافظة ذمار، بلغ تعداد سكانها 2,224 نسمة حسب تعداد اليمن لعام 2004.